# Tejas Bakre
Tejas Bakre (ur. 12 maja 1981) – indyjski szachista, arcymistrz od 2004 roku.

## Kariera szachowa
Był jednym z uczniów rosyjskiego trenera Konstantina Asiejewa. W 1997 r. reprezentował Indie na rozegranych w Sáenz Peña młodzieżowych (do 26 lat) drużynowych mistrzostwach świata. Był również trzykrotnie (w latach 1997, 1998, 2001) uczestnikiem mistrzostw świata juniorów w kategoriach do 18 i 20 lat. W 2000 r. zdobył w Bombaju tytuł indywidualnego mistrza Azji juniorów do 20 lat, zdobywając pierwszą normę na tytuł arcymistrza. Kolejne dwie normy wypełnił w 2001 r. w Budapeszcie (I m. w turnieju First Saturday, edycja FS12 GM-A) oraz w 2004 r. w Gibraltarze (turniej Gibraltar Chess Festival). W 2003 r. wystąpił w drugiej reprezentacji kraju na drużynowych mistrzostwach Azji, rozegranych w Dźodhpurze. W 2004 r. podzielił II m. w otwartych turniejach w Ołomuńcu (za Kidambim Sundararajanem, wspólnie z m.in. Tomasem Polakiem, Dawidem Arutinianem i Steliosem Chalkiasem) oraz w Pune (za Maratem Dżumajewem, wspólnie z m.in. Aleksandrem Fominychem, Praveenem Thipsayem i Jewgienijem Władimirowem), natomiast w 2005 r. podzielił III m. (za Thomasem Lutherem i Suatem Atalikiem) w Oberwarcie.
Najwyższy ranking w dotychczasowej karierze osiągnął 1 stycznia 2011 r., z wynikiem 2530 punktów zajmował wówczas 13. miejsce wśród indyjskich szachistów.